# Вастапаљија (Асти)
Вастапаљија је насеље у Италији у округу Асти, региону Пијемонт.
Према процени из 2011. у насељу је живело 22 становника. Насеље се налази на надморској висини од 296 м.